# Noémie Pleimling
Noémie Pleimling (Luxemburgo, 27 de agosto de 1993) es una atleta polivalente luxemburguesa que ha sobresalido en el lanzamiento de jabalina, siendo campeona nacional en dicha disciplina en diversas ocasiones.

## Carrera deportiva
Debutó a nivel internacional en el año 2009, destacando en su primera aparición, en los Juegos de los Pequeños Estados de Europa que se celebraron en Nicosia (Chipre), donde acabó cerca del podio, con un lanzamiento de jabalina de 44,36 metros. Poco más tarde, en la Tercera Liga (en la que competía Luxemburgo) del Campeonato Europeo de Atletismo por Equipos, en Sarajevo, lograba su primera medalla de bronce, con un registro algo inferior, de 42,77 metros.
En 2010, en la Tercera Liga del Campeonato Europeo de Atletismo por Equipos, que tuvo lugar en la isla de Malta terminó sexta, con un registro de 35,26 metros. Semanas más tarde, participó en sus primeros Juegos Olímpicos de la Juventud, en Singapur, donde regresaba al medallero, con una plata gracias a 46,2 metros de lanzamiento.
En 2011, en la Tercera Liga del Campeonato Europeo de Atletismo por Equipos, en Reikiavik (Islandia), acabó siendo quinta, con un registro de 43,91 metros. Al año siguiente, en el Campeonato Mundial Junior de Atletismo Sub-20 de Barcelona no superaba la ronda clasificatoria, con marca de 47,9 metros.
En 2013, se quedaría, en dos ocasiones, cerca del podio, pues terminó cuarta en los Juegos de los Pequeños Estados de Europa, que tuvieron lugar en su país natal, con 46,32 metros, y en el Campeonato Europeo de Atletismo por Equipos en Banská Bystrica (Eslovaquia), con 43,7 metros. Un año más tarde, en la edición de 2014 del Campeonato Europeo de Atletismo por Equipos, en Tiflis, fue sexta, pese a que registró una de sus marcas más bajas en tiempo, con 37,93 metros.

Tras un parón a nivel internacional, en el que participó más en torneos en Luxemburgo, regresaba en 2017 con fuerza, obteniendo dos nuevos metales: primero en los Juegos de los Pequeños Estados de Europa en San Marino, donde fue tercera (47,29 m.), y seguidamente en el Campeonato Europeo de Atletismo por Equipos, en el que quedó segunda, con 46,74 metros de marca. Dos años después, en la edición de 2019 en los Juegos de los Pequeños Estados de Europa de Bar (Montenegro), lograba su primer oro gracias a un registro de 51,25 metros.
En 2021, en otra edición del Campeonato Europeo de Atletismo por Equipos, conseguía un nuevo bronce gracias a un registro de 49,70 metros. En 2023 rebajaba sus registros. En la Segunda División del Campeonato Europeo de Atletismo por Equipos, que tuvo lugar en Chorzów (Polonia), fue undécima, con un lanzamiento de 46,6 metros.

## Resultados por competición

### Por temporada
| Representando a Luxemburgo | Representando a Luxemburgo                                     | Representando a Luxemburgo | Representando a Luxemburgo | Representando a Luxemburgo | Representando a Luxemburgo |
| -------------------------- | -------------------------------------------------------------- | -------------------------- | -------------------------- | -------------------------- | -------------------------- |
| Año                        | Competición                                                    | Lugar                      | Puesto                     | Marca (m.)                 |                            |
| 2009                       | Juegos de los Pequeños Estados de Europa                       | Nicosia                    | 4ª                         | 44,36                      |                            |
| 2009                       | Campeonato Europeo de Atletismo por Equipos - Tercera Liga     | Sarajevo                   | 3ª                         | 42,77                      |                            |
| 2009                       | Campeonato Mundial Juvenil de Atletismo Sub-18                 | Bresanona                  | 14ª (Q2)                   | 40,98                      |                            |
| 2009                       | Festival Olímpico de la Juventud Europea                       | Tampere                    | 8ª (Q1)                    | 40,75                      |                            |
| 2010                       | Campeonato Europeo de Atletismo por Equipos - Tercera Liga     | Marsa                      | 6ª                         | 35,26                      |                            |
| 2010                       | Juegos Olímpicos de la Juventud                                | Singapur                   | 2ª                         | 46,20                      |                            |
| 2011                       | Campeonato Europeo de Atletismo por Equipos - Tercera Liga     | Reikiavik                  | 5ª                         | 43,91                      |                            |
| 2012                       | Campeonato Mundial Junior de Atletismo Sub-20                  | Barcelona                  | 12ª (Q1)                   | 47,90                      |                            |
| 2013                       | Juegos de los Pequeños Estados de Europa                       | Luxemburgo                 | 4ª                         | 46,32                      |                            |
| 2013                       | Campeonato Europeo de Atletismo por Equipos - Tercera Liga     | Banská Bystrica            | 4ª                         | 43,70                      |                            |
| 2014                       | Campeonato Europeo de Atletismo por Equipos - Tercera Liga     | Tiflis                     | 6ª                         | 37,93                      |                            |
| 2017                       | Juegos de los Pequeños Estados de Europa                       | Serravalle                 | 3ª                         | 47,29                      |                            |
| 2017                       | Campeonato Europeo de Atletismo por Equipos - Tercera Liga     | Marsa                      | 2ª                         | 46,74                      |                            |
| 2019                       | Juegos de los Pequeños Estados de Europa                       | Bar                        | 1ª                         | 51,25                      |                            |
| 2019                       | Campeonato Europeo de Atletismo por Equipos - Segunda Liga     | Varaždin                   | 4ª                         | 50,89                      |                            |
| 2021                       | Copa Europea de Lanzamiento                                    | Split                      | 6ª                         | 54,34                      |                            |
| 2021                       | Campeonato Europeo de Atletismo por Equipos - Tercera Liga     | Limasol                    | 3ª                         | 49,70                      |                            |
| 2022                       | Copa Europea de Lanzamiento                                    | Leiría                     | 6ª                         | 50,28                      |                            |
| 2023                       | Campeonato Europeo de Atletismo por Equipos - Segunda División | Chorzów                    | 11ª                        | 46,60                      |                            |

### Mejores marcas
| Disciplina              | Marca    | Lugar     | Fecha                   |
| ----------------------- | -------- | --------- | ----------------------- |
| Lanzamiento de jabalina | 57,46 m. | Dudelange | 6 de septiembre de 2020 |